# La donna del lago
Pour le film de Luigi Bazzoni et Franco Rossellini, voir La donna del lago.
Pour les articles homonymes, voir La Dame du lac (homonymie).
 (décembre 2011).
Si vous disposez d'ouvrages ou d'articles de référence ou si vous connaissez des sites web de qualité traitant du thème abordé ici, merci de compléter l'article en donnant les références utiles à sa vérifiabilité et en les liant à la section « Notes et références ».
La Dame du lac

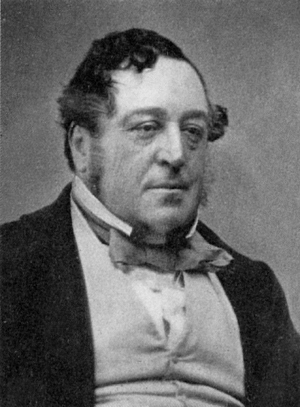
Rossini vers 1850

La donna del lago (français : La Dame du lac) est un opera seria en deux actes de Rossini, sur un livret d'Andrea Leone Tottola d'après le poème de Walter Scott The Lady of the Lake (1810). Il est créé le 24 septembre 1819 au Teatro San Carlo à Naples. 

## Création
Première à Paris, au Théâtre Italien en 1824, première américaine en 1829, première reprise moderne au Mai musical florentin en 1958 sous la direction de Tullio Serafin avec Rosanna Carteri et Cesare Valletti.
C’est le premier livret d’opéra qui s’inspire de Walter Scott, et il sera suivi de bien d’autres, notamment Lucia di Lammermoor de Donizetti (1835). Rossini le reçoit en traduction française, car il est initialement destiné à Spontini, mais ce dernier quittant la France pour rejoindre la cour du roi de Prusse, le livret échoit à Rossini. Sous l’influence de l’écrivain, mais aussi de son temps, Rossini aborde l’univers romantique, délaissant l’univers du XVIIIe siècle de ses partitions précédentes, et notamment d’Ermione, donné six mois auparavant, qui fut un échec cuisant, et qui reprenait le thème antique d’Andromaque dans une musique inspirée de Gluck et de Métastase. Il fallait donc tenter autre chose.

## L'opéra
L’action se déroule en Écosse, dans les Highlands, à Stirling, en 1530, à l’époque de la révolte des montagnards des Highlands contre le jeune roi Jacques V d'Écosse (James, Giacomo) (1512-1542), qui a donc ici 18 ans.

## Composition
La musique est gracieuse, faisant parfois penser au Freischütz de Weber créé moins de deux ans plus tard (1821), fort expressive, et pourtant, après la période de sa création, elle ne fut reprise qu’en 1958, au Mai musical florentin, disparaissant comme tous les opera seria de Rossini de sa période napolitaine. Pour Kobbé, c’est pourtant « l’une des partitions lyriques les plus attrayantes qu’ait écrit Rossini », mais trois facteurs expliquent pour lui cet oubli de plus d’un siècle : le rôle d'Elena, écrit pour Isabella Colbran, comporte une aria finale diaboliquement difficile, que la plupart des sopranos et des mezzos ne peuvent assumer (à Florence, elle fut en partie omise). Les deux rôles de ténor sont hérissés de notes élevées, également hors de portée de l’immense majorité des chanteurs. Enfin, si la musique est belle, les héros ne peuvent rivaliser avec Norma, Lucia, et les héroïnes de la première période de Verdi.

## Productions notables
Après 1958, l'œuvre est régulièrement présentée, notamment au festival Rossini de Pesaro : en 1981, sous la direction musicale de Maurizio Pollini et avec une nouvelle mise en scène de Gae Aulenti puis en 1983 où l'une des représentations fait l'objet d'un enregistrement et réunit la distribution suivante : Lucia Valentini Terrani, Katia Ricciarelli, Dalmacio Gonzales, Samuel Ramey. On retrouve également une série de représentations en 2002 à Montpellier au Corum, avec un interprète qui reprend par la suite très souvent le rôle de Uberto, le ténor Péruvien Juan Diego Flórez, aux côtés de Gregory Kunde en Rodrigo, Brigitte Hahn en Elena. L'Opéra de Paris (Garnier) accueille à son tour l'oeuvre de Rossini en 2010 avec Juan Diego Florez et Joyce DiDonato, Covent Garden à Londres en 2013 puis le Metropolitan Opera de New York en 2016 avec les mêmes artistes, et une retransmission dans les cinémas en HD, puis la sortie d'un DVD. L'Opéra de Marseille a également organisé plusieurs représentations à l'occasion de l'anniversaire des 150 ans de Rossini en 2018.

## Personnages et créateurs
- Elena : Isabella Colbran (soprano)
- Malcolm : Rosamunda Pisaroni (mezzo)
- Guglielmo V : Giovanni David (tenor)
- Rodrigo : Andrea Nozzari (tenor)
- Douglas : Michele Benedetti (basse)
- Albina : Maria Manzi (mezzo)
- Serano : Gaetano Chizzola (tenor)
- Bertram : Massimo Orlandi (tenor)

## Argument

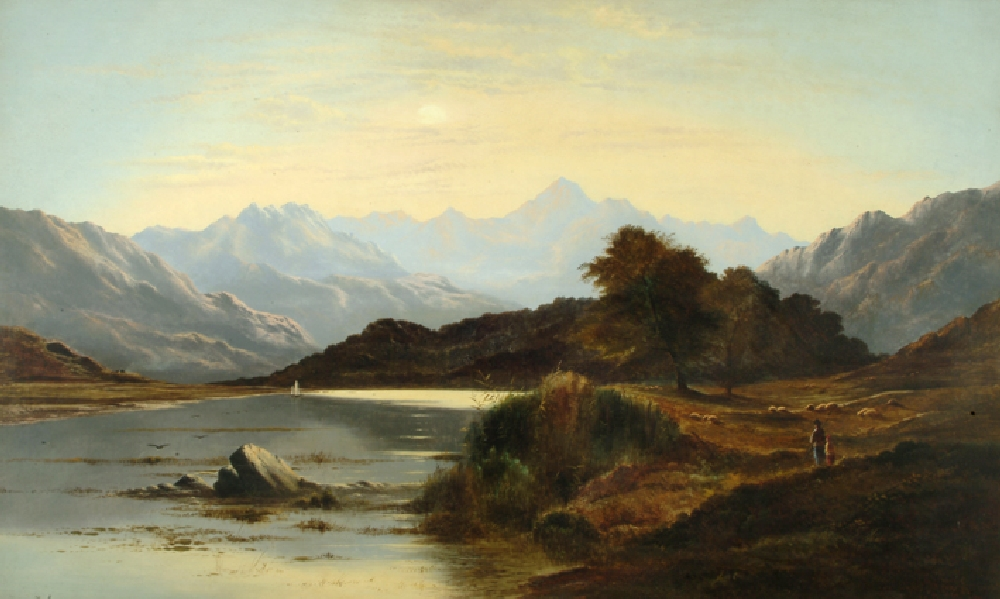
Paysage de l'île d'Ellen.

Les prémices. Archibald Douglas, comte d’Angus, ancien précepteur du roi, a été injustement banni. Au début de l’opéra, il est de retour en Écosse, avec sa fille Ellen (Elena), dans les montagnes, où il a trouvé la protection de Roderick Dhu (Rodrigo), le chef d’un groupe rebelle, à qui il a offert la main d’Elena en guise de reconnaissance, sans savoir que sa fille était amoureuse du jeune Malcolm Groem qui a pris le maquis pour la suivre. Désespérée, Elena médite tous les jours au bord du lac Katrine, ce qui lui a valu le surnom de Dame du lac de la part des habitants. Trois hommes sont amoureux d’elle. L’un (Uberto) en tuera un autre (Rodrigo) en duel, et, magnanime, acceptera l'amour d'Elena et de Malcolm

### Acte I

#### Scène I
Les chasseurs s’apprêtent à partir dans les bois, tandis que les bergers gagnent leurs prairies dans un décor de brumes d’Écosse, au bord du lac Katrine (on entendra des rythmes écossais à la harpe et au cor). Elena (soprano), fille de Douglas (basse), qui est rallié aux rebelles, arrive sur un bateau (cavatine à 6/8), chantant son espoir de trouver son amoureux Malcolm parmi les chasseurs.
Attiré par la beauté de la mystérieuse dame du lac, qu’il aime en secret, le roi d’Écosse (ténor), déguisé en chasseur, et sous le faux nom d’Hubert de Snowdon (Uberto), quitte la battue de chasse pour aller à sa recherche, pendant que ses compagnons tentent de le rejoindre. Ayant trouvé Elena, Uberto feint d’avoir perdu son chemin. Il est séduit par la jeune femme, et par son hospitalité désintéressée, car Elena le conduit dans la demeure paternelle des Angus.

#### Scène II
La maison de Douglas. Uberto reconnaît la demeure de Douglas, qu’il a injustement chassé autrefois de sa cour, et regrette cette décision en aparte, tandis qu’Elena révèle à Uberto qu’elle est la fille de Douglas. Uberto est séduit par la jeune fille. Les amies d’Elena, qui célèbrent sa beauté, font allusion à l’amour que lui porte Rodrigo, l’homme que son père lui destine, et Elena réplique que ce n’est pas lui qu’elle aime, tout en restant évasive, ce qui donne involontairement des espoirs au roi (toujours supposé être Uberto), alors que nous savons que celui qu’elle aime est Malcolm. Uberto doit rejoindre les siens, et Albina, amie d’Elena, l’accompagne sur l’autre rive du lac.
À peine se sont-ils éloignés qu’arrive Malcolm qui, dans un monologue, livre ses appréhensions et ses espoirs. Serano (basse), le serviteur de Douglas, vient annoncer que Rodrigo, l’espoir de l’Écosse, accompagné de quelques soldats, est arrivé dans la vallée. Douglas s’en réjouit. Il enjoint à sa fille d’épouser Rodrigo, mais Elena, au grand déplaisir du père, et pour la plus grande joie de Malcolm (qui s’est caché pour écouter), déclare qu’elle ne veut pas de Rodrigo. Une fois Douglas parti pour accueillir Rodrigo, Malcolm et Elena chantent leur amour dans un mouvement lent et charmant.

#### Scène III
Un champ entouré de montagnes. Rodrigo arrive triomphalement avec les hommes de son clan (chœur et brillante cavatine ornée), salué par Douglas, lui-même rejoint par sa fille et par Malcolm. Rodrigo déclare avec tendresse son amour pour Elena, s’adressant déjà à elle comme à sa future épouse, mais la jeune fille montre si peu d’empressement qu’il comprend vite qu’elle n’éprouve rien pour lui. Douglas est furieux, et se demande si elle n’a pas offert son cœur à Malcolm quand celui-ci offre son soutien à Elena de manière un peu trop explicite, au risque de se trahir ; Elena cependant l’arrête à temps. Le chœur et les protagonistes commentent la situation.
La tension monte quand Serano annonce que l’ennemi est en vue, et le patriotisme gomme vite les désaccords. Les Écossais partent unis à la bataille : l’acte se termine par un ensemble exprimant la détermination des combattants, auquel se joint le chœur des bardes célébrant un rite guerrier, le tout accompagné par un orchestre rutilant (altos, violoncelles et harpes), pendant qu’une lumière boréale éclaire le ciel, signe d’heureux présage.

### Acte II

#### Scène I
Le roi, toujours déguisé en Uberto, erre dans la forêt en pensant à Elena, et la trouve avec Albina au seuil d’une grotte, près du lac, où les deux femmes, inquiètes, attendent des nouvelles de Douglas, le père, qui tarde à revenir. Il lui rappelle leur première rencontre, et lui déclare son amour. Elena lui répond qu’elle en aime un autre. Uberto lui offre son amitié et une bague – qu’il dit avoir reçu du roi d’Écosse, dont il a sauvé la vie — avec laquelle elle pourra obtenir grâce pour elle-même et les siens auprès du roi, en cas de péril.
Rodrigo les surprend (airs très aigus des deux ténors), interroge Uberto sur son identité, et s’entend répondre qu’il est l’ami du roi. C’est donc son ennemi, et il appelle son clan pour l’arrêter. Elena tente en vain d’intervenir, et la mêlée dégénère en duel entre Rodrigo et le mystérieux ami du roi, devant les Highlanders et les forces royales, venues à la rescousse de leur souverain (trio « Alla ragion, deh! rieda »).
Rodrigo est tué. Malcolm retourne à la grotte pour protéger Elena contre l’armée du roi, mais il n’y trouve qu’Albina. Serano annonce la défaite des rebelles, et la capitulation de Douglas, qui a décidé de se rendre au roi dans l’espoir d’apaiser sa furie vengeresse. Aux questions de Malcolm, Serano ajoute qu’Elena a suivi son père, et est partie vers le palais royal de Stirling. Les highlanders battent en retraite pleurant la mort de Rodrigo, et se dispersent. Malcolm craint pour sa vie.

#### Scène II
Une grande salle du palais royal de Stirling, après l’arrestation de Douglas par le roi. Elena appréhende de revenir dans ce château où elle a vécu autrefois, avant la disgrâce de son père, et qui lui rappelle trop de malheurs, alors qu’elle a ensuite vécu heureuse dans la chaumière des Highlands.
Elle entend Uberto chanter son amour malheureux pour elle. Croyant toujours à sa fausse identité, elle lui demande de la conduire auprès du roi pour plaider la cause de son père emprisonné. Uberto se révèle alors comme le roi, et tient sa promesse de pardonner à Douglas et aux siens.
Malcolm n’accepte pas cette intervention. Le roi le fait donc appeler et, feignant de vouloir le punir publiquement, lui offre un collier de perles, et la main d’Elena, à la surprise et au soulagement de tous. Pour le roi, le bonheur d’Elena est primordial. Elle obtient la main de Malcolm et la grâce de son père. Grand solo brillant d’Elena (que Rossini recycle dans Bianca e Faliero), et ensemble final (« Tanti affetti in tal momento »).